# Kirsten Heiberg
Kirsten Heiberg (Kragerø, 1907. április 25. – Oslo, 1976. március 2.) norvég színésznő és énekesnő.

## Életpályája
Heiberg Kragerø, Kongsberg és Oslo városokban nőtt fel, és Lausanne-ban, Dijonban és Párizsban tanult. Később angolul tanult Oxfordban, Angliában.
Heiberg 1929. december 17-én debütált Bergenben, majd az 1930-as években pedig az oslói Carl Johan Színházban és a Scala Revyteaterben. Ezt követően Bergenben és Oslóban dolgozott. 
Számos norvég és svéd filmben is szerepelt az 1930-as évek elején, áttörését pedig a Han, hon och pengarna ("Ő, ő és a pénz") című vígjáték hozta el számára 1936-ban.
Jelentős színésznővé vált a német filmiparban és a Harmadik Birodalomban. 
1937-ben a Theater an der Wien-ben játszott, magy Berlinben és Németországban futott be karriert, még állampolgárságot is kapott. 
Bécsben megismerkedett Franz Grothe zeneszerzővel, aki a náci párt tagja volt. 1938-ban Oslóban házasodtak össze, és Berlinbe költöztek.
Kirsten Heiberg német filmben debütált Curt Goetz Minden Napóleon hibája című filmjében, majd egy sor film következett, többek között: Women for Golden Hill (1938), Vigyázat! Az Ellenség hallgatózik! (1940),
Karrierjének csúcsát 1942–43-ban élte el, amikor szerepelt Joseph Goebbels Titanic-feldolgozásában. Kirsten Heiberg is nagyon aktívan részt vett a német csapatok moráljának emelésében (Truppenbetreuung), körbeutazta az országot, külföldre is eljutott és énekelt a német katonáknak. 
Kirsten Heiberg a háború után azt állította, hogy a német náci hatóságok feketelistára helyezték, mert nem lépett be a náci pártba, és két évet töltött munka nélkül. A német levéltári forrásokban azonban nincs bizonyíték ennek alátámasztására, éppen ellenkezőleg. Kirsten Heiberg neve minden évben megtalálható a német filmipar fizetési listáin 1940 áprilisától, amikor megkapta a Reichsfilmkammer tagságát, egészen 1945-ig. Kirsten Heiberg 1939 áprilisa óta tagja volt a Kameradschaft der deutschen Künstlernek, a Benno von Arent SS-tag által 1933-ban alapított művészszervezetnek.
A második világháború után a szövetségesek két évre eltiltották. A nácítlanítás után 1946 ősszel újra dolgozott. 1951 és 1960 között Trondheimban a szinházban játszott. Majd Oslóba költözött. Ott azonban bojkottálták, és 1960-tól 1976-ban bekövetkezett haláláig mindössze öt kisebb szerepet kapott.

## Öröksége
2008. augusztus 15-én tartották a "Glamour for Goebbels" című monológ premierjét a Haugesund Teaterben a filmfesztivál részeként. Elsa Aanensen lépett fel Kirsten Heiberg szerepében. Øyvind Osmo Eriksen volt az előadás rendezője, Halvor Lillesund pedig a zongorista. 2009. május 14-én a darab átkerült az oslói Det Åpne Teaterbe.
A monológba filmklipeket és zenét is integráltak. Tartalmazta Aanensen filmjét Kirsten Heiberg szerepében, de nem használtak fel részeket a régi filmjeiből. A „Glamour for Goebbels” leginkább Heiberg Berlinben töltött idejével foglalkozott, ahol elbűvölő életmódot élt.
2014 novemberében jelent meg Bjørn-Erik Hanssen Glamour for Goebbels című történelmi életrajza az oslói Aschehoug Publishing House gondozásában, amely négy év norvég és német archívumokban végzett tanulmányai alapján készült.

## Fontosabb filmjei
- 1934: Syndere i sommersol
- 1938: Napoleon ist an allem schuld
- 1938: Frauen für Golden Hill
- 1940: Achtung! Feind hört mit!
- 1940: Falschmünzer
- 1943: Titanic
- 1943: Die goldene Spinne
- 1944: Philharmoniker
- 1945: Rätsel der Nacht
- 1945: Eines Tages
- 1949: Amico
- 1949: Hafenmelodie
- 1950: Furioso
- 1954: Bei Dir war es immer so schön
- 1975: Eiszeit